# McLaren MP4/14
La McLaren MP4/14 è una vettura del Team McLaren utilizzata nel Campionato mondiale di Formula 1 1999. I piloti erano Mika Häkkinen (nº 1) e David Coulthard (nº 2). Le vittorie totali dei due piloti sono di 7 gare su 16, mentre i ritiri sono stati 12.

## La vettura
Il motore era un Mercedes-Benz V10 da 3000 cm³ (come previsto dal regolamento) che sviluppava oltre 780 cavalli a 17.600 g/m abbinato a un cambio McLaren/TAG longitudinale semiautomatico a 7 rapporti. Il peso del motore era di appena 100 kg. In tutto, durante la stagione 1999 ci sono state 3 evoluzioni del motore. Gli pneumatici erano Bridgestone.

## Scheda tecnica
- Carreggiata ant.: 1422 mm
- Carreggiata post.: 1397 mm
- Cambio: 7 marce + retro a comando automatico
- Cerchi: 13"
- Motore: Mercedes Benz FO 110H V10, 10 cilindri 2997 cm³
- Potenza max: 780 CV circa

## Risultati
(Il grassetto indica le pole position, il corsivo i giri veloci)
| Anno | Team                  | Motore                    | Gomme | Piloti    | 1   | 2   | 3   | 4   | 5 | 6 | 7   | 8   | 9 | 10  | 11 | 12 | 13  | 14  | 15  | 16  | Punti | CMC |
| ---- | --------------------- | ------------------------- | ----- | --------- | --- | --- | --- | --- | - | - | --- | --- | - | --- | -- | -- | --- | --- | --- | --- | ----- | --- |
| 1999 | West McLaren Mercedes | Mercedes Benz FO 110H V10 | B     |           |     |     |     |     |   |   |     |     |   |     |    |    |     |     |     |     | 124   | 2°  |
| 1999 | West McLaren Mercedes | Mercedes Benz FO 110H V10 | B     | Häkkinen  | Rit | 1   | Rit | 3   | 1 | 1 | 2   | Rit | 3 | Rit | 1  | 2  | Rit | 5   | 3   | 1   | 124   | 2°  |
| 1999 | West McLaren Mercedes | Mercedes Benz FO 110H V10 | B     | Coulthard | Rit | Rit | 2   | Rit | 2 | 7 | Rit | 1   | 2 | 5   | 2  | 1  | 5   | Rit | Rit | Rit | 124   | 2°  |